# Schwedische Volksbewegungen
Die drei großen schwedischen Volksbewegungen (schwedisch: folkrörelser) im 19. Jahrhundert waren die freikirchliche Erweckungsbewegung, die Abstinenzbewegung und die Arbeiterbewegung. Sie entstanden als Reaktion auf die patriarchalische Ständegesellschaft im damaligen Schweden, in der große Teile der Bevölkerung, wie zum Beispiel Pächter, Landarbeiter, Industriearbeiter und Frauen, abhängig von Haus- beziehungsweise Dienstherren waren und keinerlei Einfluss auf ihre Lebenssituation hatten.
Im heutigen Schweden haben die drei Bewegungen immer noch eine wichtige Rolle, und es gibt auch andere Bewegungen, die eine große Mitgliedszahl haben. 

## Die drei "klassischen" schwedischen Volksbewegungen

### Voraussetzungen
Die schwedische Ständegesellschaft am Beginn des 19. Jahrhunderts war hierarchisch und patriarchalisch gegliedert. Die Mehrheit der Bevölkerung hatte keinen politischen und sozialen Einfluss. Es wurde vorausgesetzt, dass die Haus- und Dienstherren deren Interessen vertraten. Bei Konflikten zwischen diesen Gruppen aber stand der Staat in der Regel auf Seiten der Herren.
Die gesellschaftlichen Veränderungen des 19. Jahrhunderts im Gefolge der Bodenreformen, der Industrialisierung und der Mobilisierung aufgrund neuer Verkehrsmittel rissen viele Menschen aus den traditionellen Gemeinschaften wie Dorf, Kirchengemeinde, Landgut oder Großfamilie. Rund um Industrieanlagen und Eisenbahnhaltestellen entstanden neue Siedlungen mit anderen Werthaltungen als die der Agrargesellschaft. Gleichzeitig gab es auch ein Bedürfnis nach einer neuen Gemeinschaft, die im Zusammenschluss Gleichgesinnter ihren Ausdruck fand.

### Rolle im Demokratieprozess
Mitte des 19. Jahrhunderts entstanden aus diesen Zusammenschlüssen die drei großen schwedischen Volksbewegungen, die freikirchliche Erweckungsbewegung, die Abstinenzbewegung und die Arbeiterbewegung. Sie wurden zwar oft von Personen aus der Oberschicht geführt, aber erreichten und mobilisierten eine breite Masse, die innerhalb dieser Volksbewegungen wichtige Initiativen ergriff, bevor deren Mitglieder überhaupt als mündige Bürger anerkannt waren. Schwedische Volksbewegungen in diesem Sinne waren nicht in erster Linie eine Bewegung des kleinen Volkes, sondern richteten sich gegen eine überkommene, staatliche Autorität und konnten daher auch durchaus vom Bürgertum mitgetragen werden. 
Die Volksbewegungen zeichneten sich nicht nur durch Freiwilligkeit und eine große Anzahl von Anhängern/Mitgliedern aus, sondern waren auch demokratisch organisiert und besaßen ein starkes ideologisches Moment. Sie versetzten die Menschen in Bewegung, geistig wie physisch, und veränderten deren Lebensführung und Gesellschaftssicht. Oft griff deren Tätigkeit über die engeren Ziele hinaus. So betrieb beispielsweise die Abstinenzbewegung eine umfassende Bildungsarbeit und war auch in der Wahlrechtsfrage politisch äußerst aktiv. 
Die Volksbewegungen trugen durch ihre Arbeit wesentlich zur Demokratisierung Schwedens bei und erreichten um 1900 ihren Höhepunkt, sind aber auch heute noch aktiv. Um 1910 hatten die religiösen Bewegungen innerhalb der freikirchlichen Erweckungsbewegung über 200.000 Mitglieder, die Organisationen der Abstinenzbewegung fast eine halbe Million Mitglieder und die Arbeiterbewegung um die 300.000 Mitglieder.

## Moderne Volksbewegungen
Die drei "klassischen" Volksbewegungen sind immer noch wichtige Organisationen in Schweden, daneben engagieren aber auch andere Bewegungen viele Menschen. Zu den modernen Volksbewegungen werden unter anderem die folgenden gezählt.
- Heimatvereinsbewegung (Hembygdsrörelsen)
- Sportbewegung (Idrottsrörelsen)
- Frauenbewegung (Kvinnorörelsen)
- Chorgesangbewegung (Körsångsrörelsen)
- Volkstanzbewegung (Folkdansrörelsen)